# Platygavialidium formosanum
Platygavialidium formosanum är en insektsart som först beskrevs av Tinkham 1936.  Platygavialidium formosanum ingår i släktet Platygavialidium och familjen torngräshoppor. Inga underarter finns listade i Catalogue of Life.